# Óscar Cortés
Óscar Fernando Cortés Corredor (Bogotá, 1968. október 19. –), kolumbiai válogatott labdarúgó.
A kolumbiai válogatott tagjaként részt vett az 1993-as Copa Américán és az 1994-es világbajnokságon.

## Sikerei, díjai
Kolumbia
- Copa América bronzérmes (1): 1993